# مارک کارتر (بازیکن فوتبال)
مارک کارتر (انگلیسی: Mark Carter؛ زادهٔ ۱۷ دسامبر ۱۹۶۰) بازیکن فوتبال اهل بریتانیا است.
از باشگاه‌هایی که در آن بازی کرده‌است می‌توان به باشگاه فوتبال گلوسوپ نورث اند، باشگاه فوتبال بری، باشگاه فوتبال گیتزهد، باشگاه فوتبال اشتون یونایتد، باشگاه فوتبال روچدیل، و باشگاه فوتبال بارنت اشاره کرد.
وی همچنین در تیم ملی فوتبال England Semi-Pro بازی کرده‌است.